# كورتيس فلاورز
كورتيس فلاورز (بالإنجليزية: Curtis Flowers)‏ هو سجين ومغني أمريكي، ولد في 1971 في وينونا في الولايات المتحدة.